# Stiftskirche Altenburg

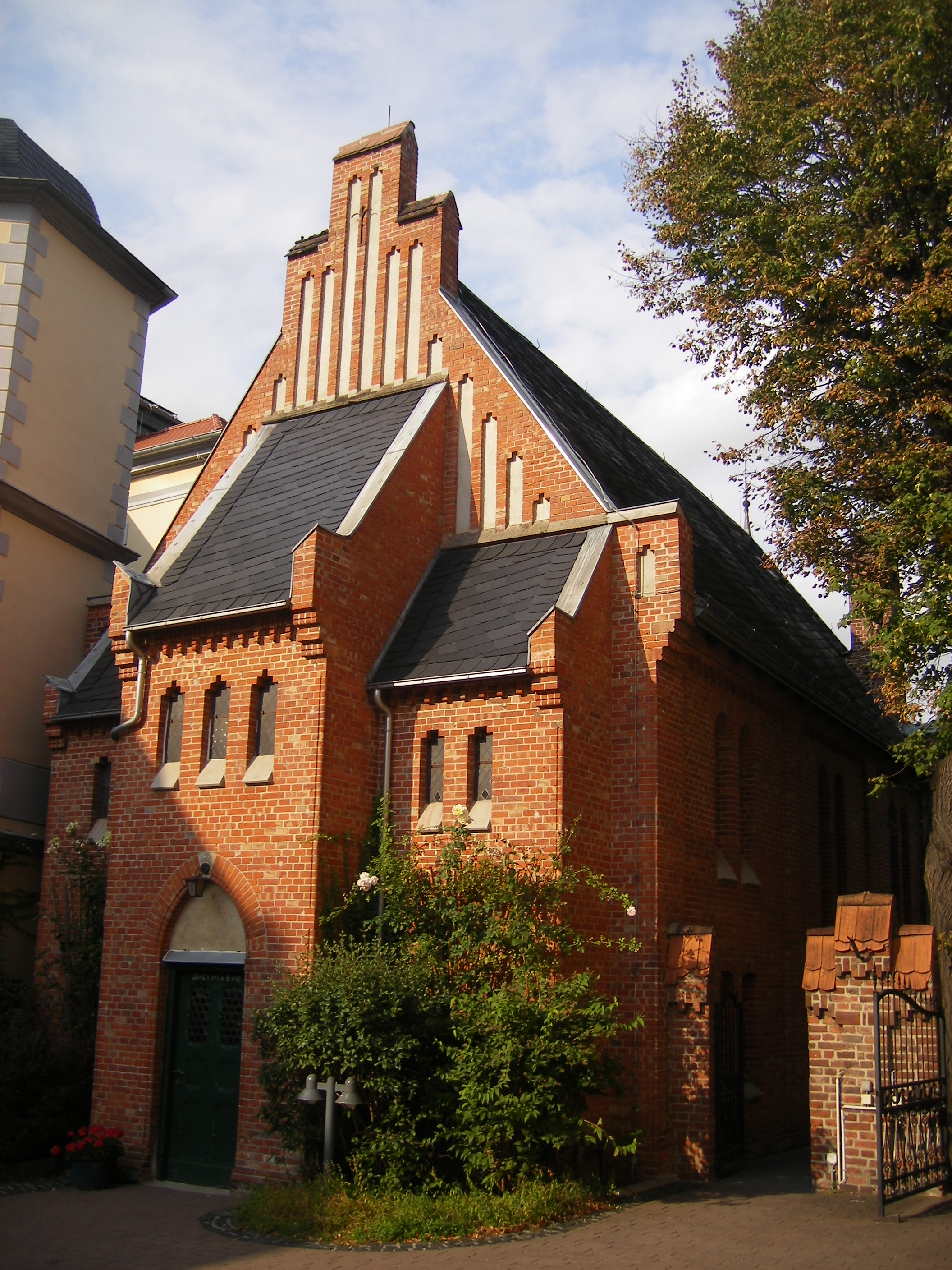
Die Stiftskirche

Die evangelisch-lutherische Stiftskirche steht in der Stadt Altenburg im Landkreis Altenburger Land in Thüringen.

## Geschichte
Das Gotteshaus wurde im Jahr 1869 im Stil der Neugotik als Kirche für das Magdalenenstift erbaut. Die Einweihung fand im Jahre 1871 statt.

## Das Kirchenschiff
Das Gebäude erhielt in Anlehnung an die ehemalige Brüderkirche einen Bandmaßgiebel. Die Kirche besitzt in Anlehnung an die Roten Spitzen Rundbogenfenster. Das Hauptkirchenfenster schmückt seit 1956 Christus der Auferstandene. Von 2004 bis 2009 wurde eine durchgreifende Sanierung vorgenommen.